# تئودور تامس
تئودور تامِـس (انگلیسی: Theodore Thomas؛ ‏ ۱۱ اکتبر ۱۸۳۵ – ۴ ژانویهٔ ۱۹۰۵) موسیقی‌دان، رهبر ارکستر و ارکستراتور آلمانی‌الاصل اهل ایالات متحده آمریکا بود.
وی را نخستین رهبر ارکستر مشهورِ ایالات متحده آمریکا می‌دانند. او همچنین پایه‌گذار و نخستین رهبر ارکستر سمفونیک شیکاگو بود.
اولین آموزگارِ موسیقیِ تئودور، پدرش بود که ویولن‌نواز قابلی بود و در مناسبت‌های رسمی کشوری، برای گروه موسیقی شهرشان، موسیقی تنظیم و رهبری می‌کرد.
خانوادهٔ او به امید آتیه‌ای بهتر برای فرزندانشان در سال ۱۸۴۵ میلادی به ایالات متحده آمریکا مهاجرت کردند و در آغاز به نیویورک رفتند.
تئودور تامِـس مدتی را به فراگیریِ فنِ رهبری ارکستر نزد «کارل اکرت» و «لویی آنتوان ژولین» پرداخت و سپس کنسرت‌مایستر و ویولونیستِ نخستِ ارکسترشان شد که خوانندگانی چون جنی لیند و هنریته زونتاگ وی را همراهی می‌کردند. سپس مدتی نیز رهبری ارکستری را به عهده گرفت که تکنوازش زیگیسموند تالبرگ بود. تئودور مدتی هم رهبر ارکستر فیلارمونیک نیویورک شد.